# Uri (India)
Uri is een plaats in het Indiase unieterritorium Jammu en Kasjmir, tegen de de-facto grens met Pakistan aan. Uri ligt in het district Baramulla, aan de rivier de Jhelum.
Uri werd op 9 oktober 2005 door een aardbeving met de kracht 7,6 op de schaal van Richter met de grond gelijk gemaakt.

## Demografie
Volgens de Indiase volkstelling van 2001 wonen er 5.256 mensen in Uri, waarvan 63% mannelijk en 37% vrouwelijk is. De plaats heeft een alfabetiseringsgraad van 65%.